# Trobriand-Kriegsschild
Der Trobriand-Kriegsschild  ist eine Schutzwaffe der Trobriand-Inseln, Papua-Neuguinea.

## Beschreibung
Der Trobriand-Kriegsschild besteht aus Holz und ist konvex-oval geformt. Auf der Rückseite ist ein Griff aus doppeltem Pflanzenrohr angebracht, der rot bemalt ist. Die Vorderseite ist mit traditionellen Malereien in kurvenförmigen Mustern verziert. Als Farben dienen natürliche Pigmente, in den örtlich benutzten Farben rot, weiß und schwarz.
Die Bedeutung dieser Malereien ist umstritten, manche Forscher vermuten, dass es sich um eine einheimische, mythologische Figur einer fliegenden Hexe (Papua-Sprachen Mulukuausi) handelt. Andere beziehen die Darstellung auf eine Abbildung des menschlichen Geschlechtsverkehrs, oder aber auf Darstellungen von Tieren. Die Symbole sind bei allen bekannten Schilden ähnlich, jedoch niemals gleich.
Diese Schilde waren ausschließlich geehrten, erfahrenen Kriegern vorbehalten, bei anderen Kriegern waren diese Schilde schwarz oder weiß bemalt. Wie bei den meisten Schilden dieser Region sollten sie dem Träger übernatürliche Kräfte und Schutz verleihen. Trobriand-Krieger gaben diesen Schilden eigene Namen.